# Мустапич, Драган
Драган Мустапич (хорв. Dragan Mustapić; род. 23 марта 1963, Имотски, Сплитско-Далматинская жупания) — югославский, боснийский и хорватский легкоатлет, специалист по метанию диска. Выступал за сборные Югославии, Боснии и Герцеговины и Хорватии по лёгкой атлетике в 1987—2004 годах, многократный победитель и призёр первенств национального значения, участник четырёх летних Олимпийских игр.

## Биография
Драган Мустапич родился 23 марта 1963 года в городе Имотски, Хорватия.
Впервые заявил о себе в лёгкой атлетике на международном уровне в сезоне 1987 года, когда в первый раз стал чемпионом Югославии в метании диска, вошёл в состав югославской национальной сборной и выступил на домашней Универсиаде в Загребе, где в зачёте метания диска стал восьмым. Также в этом сезоне занял четвёртое место на Средиземноморских играх в Латакии.
В 1989 году на Универсиаде в Дуйсбурге показал девятый результат.
В 1990 году представлял Югославию на домашнем чемпионате Европы в Сплите, но провалил все свои попытки в метании диска и в финал не вышел.
В 1992 году принял участие в летних Олимпийских играх в Барселоне, где уже представлял сборную Боснии и Герцеговины. На предварительном квалификационном этапе метнул диск на 48,80	метра, чего оказалось недостаточно для выхода в финал.
Впоследствии выступал за хорватскую национальную сборную, в частности в 1995 году с командой Хорватии участвовал в чемпионате мира в Гётеборге.
Благодаря череде удачных выступлений удостоился права защищать честь страны на Олимпийских играх 1996 года в Атланте, где с результатом 57,94 метра выйти в финал не смог.
В 1997 году стал шестым на Средиземноморских играх в Бари.
В 1998 году метал диск на чемпионате Европы в Будапеште.
На Олимпийских играх 2000 года в Сиднее показал результат 58,10 метра.
В 2001 году занял седьмое место на Средиземноморских играх в Тунисе.
На Олимпийских играх 2004 года в Афинах метнул диск на 54,66 метра, предварительный квалификационный этап не преодолел.
Завершил спортивную карьеру по окончании сезона 2008 года.
Имеет степени бакалавра в области криминологии и доктора философии в области экономики. Одновременно со спортивной карьерой служил в Хорватской армии, по состоянию на 2019 год находился в звании полковника, преподавал в Военной академии «Франьо Туджман» в Загребе.